# Turbonilla elegantula
Turbonilla elegantula är en snäckart som beskrevs av Addison Emery Verrill 1882. Turbonilla elegantula ingår i släktet Turbonilla och familjen Pyramidellidae.

## Underarter
Arten delas in i följande underarter:
- T. e. elegantula
- T. e. branfordensis